# 2023年澳大利亚黄金海岸直升机空中相撞事件
2023年1月2日，两架欧直EC130直升机在澳大利亚昆士兰州黄金海岸市的海洋世界主题公园附近相撞，造成四死八伤。

## 事件经过
澳东夏令时2023年1月2日13时59分（北京时间10时59分），海洋世界直升机公司运营的两架直升机相撞，事发时其中一架试图降落，另一架正从海洋世界主题公园的直升机坪起飞。二者都在为来访黄金海岸的游客提供服务。
起飞后不到一分钟，海洋世界直升机首席飞行员阿什利·詹金森驾驶的VH-XKQ直升机在起飞时遭注册号为VH-XH9的同型号直升机击中尾部。撞击导致起飞直升机的主旋翼叶片和齿轮箱分离，直升机最终坠毁在沙洲上，造成机上四人死亡（含飞行员），三人重伤。抵达的直升机在碰撞后能够稳定下来，并成功地在同一沙洲上紧急迫降，但造成了严重损坏。机上六人逃过一劫，无人重伤，惟其中有五人因驾驶舱挡风玻璃破碎而受伤。
许多旅客目睹了事件的全过程，周边的游客、划船者和警员都在现场进行救援并将受伤的乘客移出直升机。
所有九名幸存者都被送往医院接受进一步治疗：八人被送往黄金海岸大学医院，余下的一人则被送往昆士兰儿童医院。三名受重创的幸存者在起飞的直升机上，其中包括一名33岁妇女及其9岁的儿子，以及凡妮莎·塔德罗斯的10岁孩子，三者仍在住院治疗。四名遇难者分别是40岁的飞行员阿什利·詹金森、36岁的凡妮莎·塔德罗斯，以及英国夫妇罗恩·休斯（65岁）和黛安·休斯（57岁）。
海洋世界直升机有限公司（两架涉事直升机的所有人）在事故后宣布停航直至另行通知。

## 调查
昆士兰警方和澳大利亚交通安全局正在调查这起碰撞事故。交通安全局布里斯班和堪培拉办事处的调查人员于次日抵达并将涉事的两架直升机从沙洲拖走。
第七台新闻从一名直升机乘客取得的手机资料显示，一名乘客指着即将起飞的直升机，轻拍迈克尔·詹姆斯的肩膀，并在撞机前夕抓住了他的座位。ATSB还将调取三台隐藏式摄像机的录像。
该局正在调查飞行员是否能看到另一架直升机，飞行员发出的无线电呼叫以及是否能被另一架飞机听到，运营商资格和监管信息。

### 最终报告
2025年4月9日，交通安全局公布最终报告，其中指出，无线电天线故障和大型航空器活动是造成此次事故的主要原因。

## 类似事故
1991年3月3日，七名游客在在海上世界主题公园的直升机欢乐飞行项目中身亡。澳大利亚交通安全局的调查报告显示，在公园以北约4公里处，直升机陡峭地爬升，机头几乎垂直朝上。然后它向后坠落，导致尾部吊杆被主旋翼叶片切断，最终直升机坠毁在南斯特拉布鲁克岛的海滩上.调查发现，这架直升机的适航许可有效，且无证据表明飞行员有蓄意坠毁飞机的可能（如进行转弯）。尽管飞行员可能在不知情的情况下患上心肌炎（可致人丧失意识或死亡）但原因仍无从考证。